# Marcin Dawidowicz
Marcin Dawidowicz (ur. 25 lutego 1982) – polski zabytkoznawca, od 2024 Mazowiecki Wojewódzki Konserwator Zabytków.

## Życiorys
Pochodzi z Augustowa. W 2008 roku ukończył kierunek Ochrona Dóbr Kultury, specjalność konserwatorstwo, w ramach Międzywydziałowych Indywidualnych Studiów Humanistycznych na Uniwersytecie Mikołaja Kopernika w Toruniu. Ukończył również studia podyplomowe z zakresu ochrony dziedzictwa kulturowego (miasto historyczne) na Politechnice Warszawskiej, a także był słuchaczem Akademii Dziedzictwa Międzynarodowego Centrum Kultury w Krakowie.
W latach 2012–2018 był głównym specjalistą w Dziale Ekspertyz i Analiz Konserwatorskich Narodowego Instytutu Dziedzictwa (NID). W latach 2018–2022 pełnił funkcję kierownika Wydziału Rejestru i Dokumentacji Zabytków Wojewódzkiego Urzędu Ochrony Zabytków w Warszawie. W latach 2023–2024 był kierownikiem reaktywowanego Oddziału Terenowego – Warszawa Narodowego Instytutu Dziedzictwa.
2 kwietnia 2024 roku wojewoda mazowiecki Mariusz Frankowski, na wniosek Generalnego Konserwatora Zabytków Bożeny Żelazowskiej, powołał go na stanowisko Mazowieckiego Wojewódzkiego Konserwatora Zabytków.
Jest między innymi współautorem Raportu o stanie zachowania zabytków nieruchomych w Polsce. Zabytki wpisane do rejestru zabytków (księgi rejestru A i C) (Narodowy Instytut Dziedzictwa, Warszawa, 2017; ISBN:978-83-63260-93-4).